# トム・ヴァーレイン
トム・ヴァーレイン（またはトム・ヴァーライン、Tom Verlaine、本名: トーマス・ミラー（Thomas Miller）、1949年12月13日 - 2023年1月28日）は、アメリカ合衆国のシンガーソングライター。本名があまりに普通すぎるという理由で、フランスの詩人、ポール・ヴェルレーヌの綴りを英語読みした「ヴァーレイン」を名乗ることにした。
ニューヨーク・パンクの代表的バンド、テレヴィジョンを牽引した。クールで官能的なギター・プレイ、しゃがれたハイトーン・ボイス、文学的な香りのする歌詞が特徴。
「ローリング・ストーンの選ぶ歴史上最も偉大な100人のギタリスト」において2003年は第56位、2011年の改訂版では第90位。
長身で華奢な風貌。一時期恋人でもあったパティ・スミスによって「ロックの世界で一番美しい首の持ち主」といわれた。そのパティとは、1973年に2人で詩集『ザ・ナイト - The Night』を発表している。

## 経歴
1949年、アメリカ合衆国はニュージャージー州にて出生。幼い頃からピアノやサクソフォーン、エレクトリック・ギターに親しむ。後に活動を共にするビリー・フィッカ、リチャード・ヘルとは高校時代からの友人だった。
1968年、音楽的可能性を求めてニューヨークへ。そこでパティ・スミスと知り合い、親交を深める。パティのアルバムにギタリストとして参加したり、また、一時期は恋人関係でもあった。
1973年、ビリーとリチャードと共にネオン・ボーイズを結成するも、長続きせずに解散。その直後、ニューヨーク・パンクの伝説的なバンド、テレヴィジョンを結成する（同バンドでの活動詳細はテレヴィジョンの項目を参照のこと）。
1978年8月、テレヴィジョン解散。
1979年、ファースト・ソロ・アルバム『醒めた炎』を発表。The B-52'sのリッキー・ウィルソンが「Breakin' in My Heart」にギターで参加している。
2023年1月28日、死去。73歳没。

## 作品
- 醒めた炎 - Tom Verlaine （1979年）
- 夢時間 - Dreamtime （1981年）
- ワーズ・フロム・ザ・フロント - Words from the Front （1982年）
- カヴァー - Cover （1984年）
- フラッシュ・ライト - Flash Light （1987年）
- ザ・ワンダー - The Wonder （1990年）
- ワーム・アンド・クール - Warm and Cool （1992年）…3ピースバンドによるインストアルバム。
- ザ・ミラーズ・テイル - ア・トム・ヴァーレイン・アンソロジー - The Miller's Tale - A Tom Verlaine Anthology （1996年）…二枚組アルバム。1枚目は1982年のロンドンライヴ、2枚目はテレヴィジョン時代も含めたベストアルバムとなっている。
- ソングス・アンド・アザー・シングス - Songs and Other Things （2006年）…オリジナルアルバムとしては16年ぶり、7作目となる作品。
- アラウンド - Around （2006年）…『ソングス・アンド・アザー・シングス』と同時発売されたインストアルバム。